# Australia en los Juegos Olímpicos de Pekín 2008
Australia estuvo representada en los Juegos Olímpicos de Pekín 2008 por un total de 433 deportistas que compitieron en 23 deportes.  
El portador de la bandera en la ceremonia de apertura fue el remero James Tomkins.

## Medallistas
El equipo olímpico australiano obtuvo las siguientes medallas:
| Nombre | Deporte               | Competición                      |
| --- | --------------------- | -------------------------------- |
| Oro |                       |                                  |
| Steven Hooker | Atletismo             | Salto con pértiga M              |
| Leisel Jones | Natación              | 100 m braza F                    |
| Lisbeth Trickett | Natación              | 100 m mariposa F                 |
| Stephanie Rice | Natación              | 400 m estilos F                  |
| Stephanie Rice | Natación              | 200 m estilos F                  |
| Stephanie Rice Bronte Barratt Kylie Palmer Linda Mackenzie                                                                                                   | Natación              | 4 × 200 m libre F                |
| Emily Seebohm Leisel Jones Jessicah Schipper Lisbeth Trickett                                                                                                | Natación              | 4 × 100 m estilos F              |
| Kenneth Wallace | Piragüismo            | K1 500 m M                       |
| Scott Brennan David Crawshay | Remo                  | Doble scull (M2x) M              |
| Drew Ginn Duncan Free | Remo                  | Dos sin timonel (M2-) M          |
| Matthew Mitcham | Saltos                | Plataforma 10 m                  |
| Emma Snowsill | Triatlón              | Individual F                     |
| Nathan Wilmot Malcolm Page | Vela                  | 470 M                            |
| Tessa Parkinson Elise Rechichi | Vela                  | 470 F                            |
| Plata |                       |                                  |
| Sally McLellan | Atletismo             | 100 m vallas F                   |
| Jared Tallent | Atletismo             | 50 km marcha M                   |
| Equipo | Baloncesto            | Torneo F                         |
| Anna Meares | Ciclismo en pista     | Velocidad ind. F                 |
| Shane Rose (All Luck) Sonja Johnson (Ringwould Jaguar) Lucinda Fredericks (Headley Britannia) Clayton Fredericks (Ben Along Time) Megan Jones (Irish Jester) | Hípica                | Concurso completo por eqs.       |
| Libby Trickett | Natación              | 100 m libre F                    |
| Eamon Sullivan | Natación              | 100 m libre M                    |
| Grant Hackett | Natación              | 1500 m libre M                   |
| Leisel Jones | Natación              | 200 m braza F                    |
| Brenton Rickard | Natación              | 200 m braza M                    |
| Hayden Stoeckel Brenton Rickard Andrew Lauterstein Eamon Sullivan                                                                                            | Natación              | 4 × 100 m estilos M              |
| Jacqueline Lawrence | Piragüismo en eslalon | K1 F                             |
| Matthew Ryan James Marburg Cameron McKenzie-McHarg Francis Hegerty                                                                                           | Remo                  | Cuatro sin timonel (M4-) M       |
| Briony Cole Melissa Wu | Saltos                | Plataforma 10 m sincronizada     |
| Darren Bundock Glenn Ashby | Vela                  | Tornado                          |
| Bronce |                       |                                  |
| Jared Tallent | Atletismo             | 20 km marcha                     |
| Equipo | Hockey sobre hierba   | Torneo M                         |
| Cate Campbell | Natación              | 50 m libre F                     |
| Hayden Stoeckel | Natación              | 100 m espalda M                  |
| Andrew Lauterstein | Natación              | 100 m mariposa M                 |
| Jessicah Schipper | Natación              | 100 m mariposa F                 |
| Jessicah Schipper | Natación              | 200 m mariposa F                 |
| Cate Campbell Alice Mills Melanie Schlanger Libby Trickett                                                                                                   | Natación              | 4 × 100 m libre F                |
| Eamon Sullivan Andrew Lauterstein Ashley Callus Matt Targett                                                                                                 | Natación              | 4 × 100 m libre M                |
| Patrick Murphy Grant Hackett Grant Brits Nicholas Ffrost | Natación              | 4 × 200 m libre M                |
| Kenneth Wallace | Piragüismo            | K1 1000 m M                      |
| Lisa Oldenhof Hannah Davis Chantal Meek Lyndsie Fogarty | Piragüismo            | K4 500 m F                       |
| Robin Bell | Piragüismo en eslalon | C1 M                             |
| Equipo | Sóftbol               | Torneo F                         |
| Warren Potent | Tiro                  | Rifle en posición tendida 50 m M |
| Emma Moffatt | Triatlón              | Individual F                     |
| Equipo | Waterpolo             | Torneo F                         |